# Charles Hayes
Charles Hayes (1678 – 1760) è stato un matematico inglese.

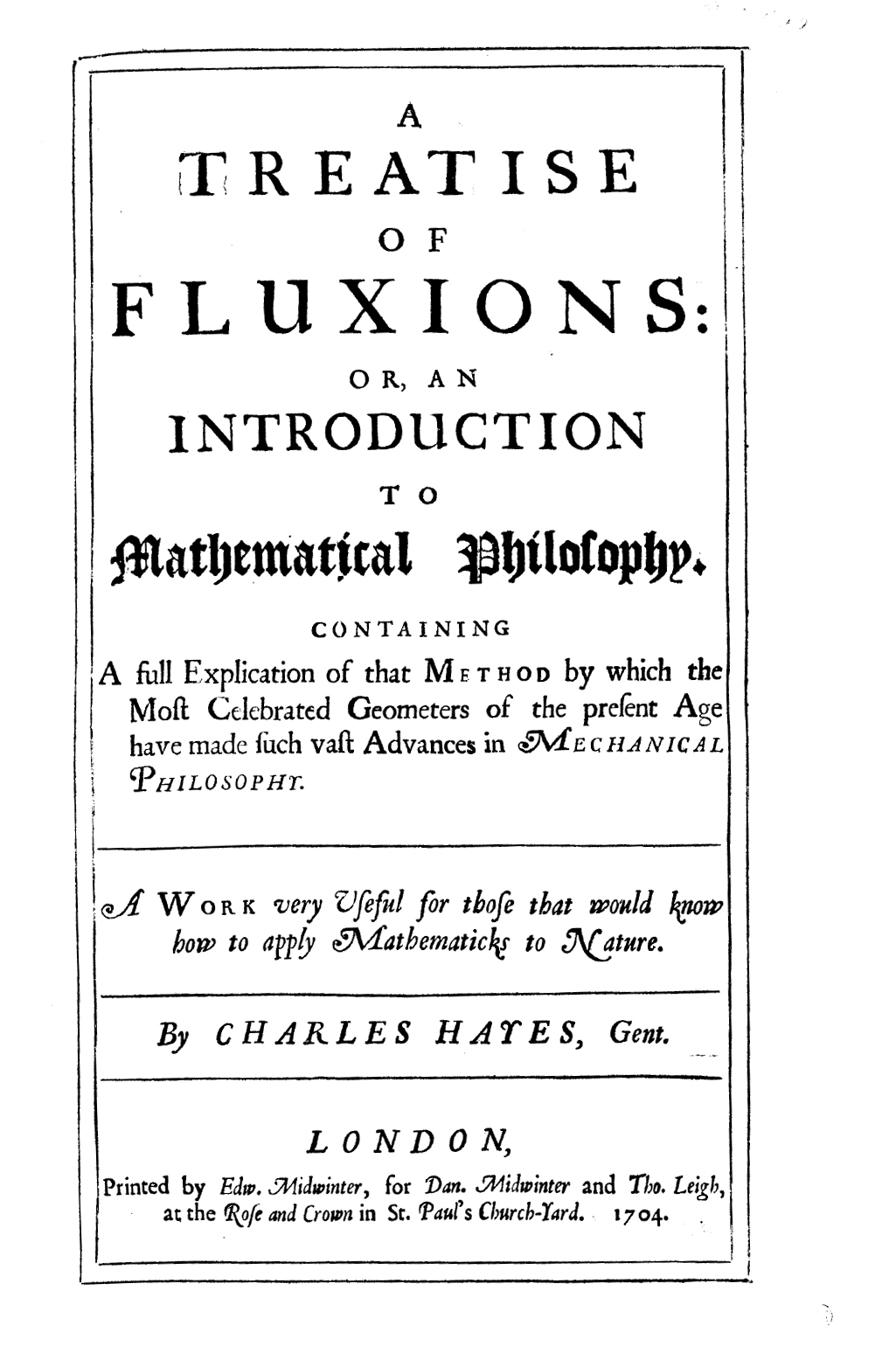
Treatise of fluxions, 1704

Fu fra i direttori della Royal African Company e pubblicò il primo libro in inglese sul metodo degli infinitesimi di Isaac Newton.

## Opere
- (EN) Charles Hayes, Treatise of fluxions or, an Introduction to mathematical philosophy, London, Daniel Midwinter, Thomas Leigh, 1704. URL consultato il 18 giugno 2015.